# 火影忍者 究极忍者风暴
《火影忍者 究极忍者风暴》为《火影忍者 究极忍者风暴系列》的第一作，是一款格鬥遊戲，由CyberConnect2开发，万代南梦宫娱乐於2008年11月发行。该游戏基于岸本齐史原作、著名日本漫画和动画系列《火影忍者》的剧情制作。
2010年10月，续作《火影忍者疾风传 究极忍者风暴2》在日本、北美和欧洲的PlayStation 3和Xbox 360平台上发行。随后，续作《火影忍者疾风传 究极忍者风暴3》和《火影忍者疾风传 究极忍者风暴4》分别在2013年和2016年发行。

## 玩法与内容
之前发行的游戏《究极忍者》系列中，许多角色在《火影忍者 究极忍者风暴》也保留了下来。然而，《究极忍者风暴》的游戏环境是3D的，和前作《究极忍者》的2D游戏环境相反。
此外，游戏中还加入了“觉醒模式”，当玩家在战斗中失去了一定的生命值后就会激活该觉醒模式，激活该模式所需要失去的生命值取决于模式的强大程度。觉醒完成后。角色的能力、速度、攻击力都将翻上一番。游戏中某些角色在觉醒后的移动方式和觉醒前完全不同。玩家还可利用预备好的物资对敌人造成伤害、激活状态等。玩家还可以自定义角色可使用的忍术，并指定两个辅助角色在对抗中支援自己。此外，游戏还有“合击忍术”模式，需要两位玩家同时发动特殊攻击。此外，每个角色都有自己的“究极忍术”，能为对手造成极大伤害。
在游戏中进行战斗时，玩家操控战斗角色的技术也会影响到对决结束时的奖励加成（例如玩家以战斗角色的“究极忍术”解决对手完成对局时奖励结算会加成）。总之玩家若能以最少时间、最多生命值剩余结束对局，游戏评价就越高（由低到高分别为DCBAS）奖励结算也会随之增加，这样的设计不仅可以激起玩家们的挑战心理，很大程度上也增加了游戏的可玩性。
游戏包含25个可玩角色，全部可在战斗中用作辅助角色。游戏后来右追加了十个额外的纯辅助角色，可在游戏发行后五月提供的追加下载内容中免费解锁。此外，追加下载内容还增加了不同的服装、新任务等等。
游戏内容大约覆盖了一直到动画剧情135集的位置。此外，玩家可在任务期间探索作为任务中转站的木叶村（也是火影忍者原作故事的主要发生地点）。

## 制作

游戏图像均经过卡通渲染，看起来很接近电视动画的效果。（图为中忍考试中，日向宁次对战日向雏田的场景。）

游戏图像均经过卡通渲染，“将会打破动画与游戏之间的壁障”。游戏主创人员之一的松山浩评论说，制作人员一直在尝试着移除游戏与动画之间的边界。他们一直在试着让玩家感觉，自己实际上是在观看动画，而不是在玩游戏。游戏的核心概念是一对一战斗——虽然游戏的故事剧情基于火影忍者动画前135集，开发人员还是基于故事核心场景制作了多个一对一的战斗。

## 发行
游戏最开始在2007年9月以“火影忍者PS3计划”的名义公布。万代南梦宫宣布，游戏名称将会以“火影忍者：究极忍者”这几个字开头，并向广大粉丝征求意见，需要在此基础之上再加入一个、两个词构成的后缀。2008年4月，官方正式敲定名称为“火影忍者 究极忍者风暴”。此外，官方还允许粉丝们从六个不同的游戏封面候选中选一个，在最终发行的时候使用。
2008年7月17日，索尼PlayStation Network上放出了一个可玩的游戏演示，演示中只有一个游戏场景，以及漩渦鳴人和旗木卡卡西两个可选角色。
对于在指定零售商处预定的玩家，《究极忍者风暴》还有限定版。它增加了金属书架、两个限定版《火影忍者》卡牌游戏的卡牌、音轨的CD，以及带有独立编号的漩渦鳴人和宇智波佐助的“Laser Cel”。2008年11月7日，游戏在欧洲发行。11月20日，游戏在澳大利亚发行。日版在2009年1月15日以“Naruto: Narutimate Storm（Naruto: Narutimetto Sutōmu）”的名称发行。
游戏音乐被收录在一张光盘中，包含18个音轨，由福田考代创作。

## 评价
| 汇总媒体     | 得分   |
| ------------ | ------ |
| GameRankings | 75.66% |
| Metacritic   | 75/100 |

| 媒体                    | 得分   |
| ----------------------- | ------ |
| 1UP.com                 | B−     |
| Game Revolution         | C      |
| GamesRadar+             | [ 22 ] |
| GameSpot                | 7.5/10 |
| GameTrailers            | 7.5/10 |
| GameZone                | 8.5/10 |
| IGN                     | 8.4/10 |
| 英国PlayStation官方杂志 | 5/10   |
| PlayStation杂志         | [ 28 ] |
| X-Play                  | [ 19 ] |

总体来看，《火影忍者 究极忍者风暴》收獲了正面的评价，在GameRankings和Metacritic两个网站上平均评价分数为75%。
IGN打分为8.4份（满分10分），称赞其拥有“非凡的画质”，任务与任务之间也有不少可以探索的事情。评价还提到，游戏中充满了一味的普通攻击，可能会让硬核玩家感到不快，但是快速的动作、查克拉系统却又让人欲罢不能。GameSpot打出了7.5分（满分10分），称游戏不差，但也不是特别好。1UP.com给予其B−的评价，称赞游戏画面很棒，但是游戏系统有些地方还是有点问题。
截止2009年7月，游戏在日本本土共销出83,868份。游戏是在第13届年度日本新媒體動漫藝術節中娱乐部门下唯一赢得优秀奖的电子游戏。截止2016年，游戏已经卖出超过200万份。